# Benedetto (arcivescovo di Edessa)
Benedetto (fl. circa 1098-1104) è stato il primo arcivescovo di Edessa secondo il rito latino.
Fu probabilmente nominato subito dopo che il conte Baldovino I, poi re di Gerusalemme, fondò la contea di Edessa nel 1098. Fu consacrato vescovo dal Patriarca di Gerusalemme Dagoberto nel dicembre del 1099. Se era ancora presente un vescovo bizantino in città, dopo la fine del controllo da parte dell'omonimo impero nel 1087, lo sostituì.
Sebbene fosse il presbitero dal più alto rango nella contea di Edessa, Benedetto rimaneva subordinato al patriarca di Antiochia Bernardo secondo la Notitia Episcopatuum del VI secolo. Lo storico contemporaneo Guglielmo di Tiro definì Benedetto, Dagoberto e Bernardo tre "illustri luci della chiesa".
Nell'agosto del 1102, Soqman ibn Artuq invase la contea di Edessa e attaccò la città di Suruç. Benedetto guidò la difesa della città fino all'arrivo del conte Baldovino II con l'esercito.
Benedetto prese parte anche alla battaglia di Harran il 7 maggio 1104. Forse era disarmato, dal momento che Guglielmo di Tiro lo descrisse come "un uomo senza esperienza in guerra". Fu catturato all'inizio della battaglia, ma fu presto liberato, o perché la sua guardia era un cristiano rinnegato oppure per un salvataggio da parte del cavaliere Tancredi di Galilea. Benedetto non fu più menzionato in nessun documento; prima del 1120 alla guida dell'arcidiocesi gli successe Ugo.

## Genealogia episcopale
La genealogia episcopale è:
- Patriarca Dagoberto da Pisa
- Arcivescovo Benedetto